# Tropidophis greenwayi
Espèce
Synonymes
- Tropidophis pardalis greenwayi Barbour & Shreve, 1936

Statut CITES
Tropidophis greenwayi est une espèce de serpents de la famille des Tropidophiidae.

## Répartition
Cette espèce est endémique des Îles Turques-et-Caïques.

## Description
Tropidophis greenwayi mesure, queue non comprise, jusqu'à 313 mm pour les mâles et jusqu'à 301 mm pour les femelles. C'est un serpent vivipare.

## Liste des sous-espèces
Selon The Reptile Database (26 février 2014) :
- Tropidophis greenwayi greenwayi Barbour & Shreve, 1936
- Tropidophis greenwayi lanthanus Schwartz, 1963

## Étymologie
Cette espèce est nommée en l'honneur de James Cowan Greenway (1903–1989).

## Publications originales
- Barbour & Shreve, 1936 : New races of Tropidophis and of Ameiva from the Bahamas. Proceedings of the New England Zoölogical Club, vol. 40, p. 347-365.
- Schwartz, 1963 : A new subspecies of Tropidophis greenwayi from the Caicos Bank. Breviora, no 194, p. 1-6 (texte intégral).